# Eriocaulon magnum
Eriocaulon magnum är en gräsväxtart som beskrevs av Abbiatti. Eriocaulon magnum ingår i släktet Eriocaulon och familjen Eriocaulaceae. Inga underarter finns listade i Catalogue of Life.